# Bastion (gra komputerowa)
Bastion – fabularna gra akcji wyprodukowana przez Supergiant Games i wydana w 2011 roku przez firmę Warner Bros. Interactive Entertainment na platformy Microsoft Windows i Xbox 360. Dzięki akcji Humble Indie Bundle V zostały stworzone porty gry na systemy Linux oraz OS X. 7 kwietnia 2015 roku gra została wydana na konsolę PlayStation 4 w krajach Ameryki Północnej, natomiast dzień później w Europie.
Gracz steruje postacią, która przez narratora jest nazywana dzieckiem (ang. Kid). Historia ukazana w grze opisuje podróż głównego bohatera po zniszczonym świecie w celu zebrania kryształów, dzięki którym zostanie naprawiony tytułowy Bastion.
Tytuł był chwalony przez krytyków za takie elementy jak fabuła, sposób narracji, oprawa graficzna i dźwiękowa.

## Fabuła
Akcja gry rozgrywa się po Calamity, katastroficznym w skutkach wydarzeniu, które zniszczyło miasto Caelondia i podzieliło tereny na mniejsze części, zaburzając ekologię i zamieniając większość tutejszych ludzi w kruche posągi. Gracz steruje postacią, która budzi się na jednym z ocalałych kawałków świata i wyrusza do tytułowego Bastionu. Jedyną osobą, jaką tam spotyka, jest starzec Rucks, który prosi go o znalezienie rdzeni, które kiedyś napędzały Caelondię. Urządzenie w Bastionie może użyć magii rdzeni, żeby odtworzyć zniszczone tereny, a także pozwala graczowi przechodzić przez mosty do innych miejsc. Podczas podróży gracz spotyka także inne postacie. Rucks jest narratorem, który opowiada historię świata i losy poszczególnych postaci oraz komentuje aktualne poczynania gracza.

## Tworzenie
Bastion został stworzony przez zespół składający się z siedmiu osób, tworzący studio Supergiant Games. Współzałożyciele firmy, Amir Rao i Gavin Simon, byli wcześniej zatrudnieni przez Electronic Arts, gdzie pracowali nad takimi grami, jak Command & Conquer 3: Wojny o tyberium i Command & Conquer: Red Alert 3. Prace nad grą rozpoczęły się we wrześniu 2009 roku. Produkt powstał w przeciągu ponad dwóch lat, a proces produkcji był sfinansowany przez samych twórców. Większość prac była wykonana w San Jose, poza ścieżką dźwiękową, stworzoną w Nowym Jorku. Pierwsze 9 miesięcy zespół spędził nad dyskutowaniem różnych pomysłów, po czym zaczęto produkcję samej gry.
Supergiant Games zaprezentowało niegrywalną wersję tytułu na targach Game Developers Conference w marcu 2010 roku. We wrześniu tego samego roku na Penny Arcade Expo zademonstrowano grywalną wersję, która została pozytywnie przyjęta. Po prezentacji na GDC w kolejnym roku firma Warner Bros. podpisała kontrakt na dystrybucję gry.

### Ścieżka dźwiękowa
Ścieżka dźwiękowa gry stworzona przez Darrena Korba, znajomego Amira Rao od dzieciństwa, została 5 sierpnia 2011 roku wydana w serwisie Bandcamp, natomiast 5 września 2011 roku wydano ją na płycie kompaktowej, sprzedając się w ponad 30 000 egzemplarzach do listopada tego samego roku.
| Nr  | Tytuł utworu                            | Długość |
| --- | --------------------------------------- | ------- |
| 1.  | „Get Used to It”                        | 0:54    |
| 2.  | „A Proper Story”                        | 1:09    |
| 3.  | „In Case of Trouble”                    | 2:56    |
| 4.  | „Bynn the Breaker”                      | 4:09    |
| 5.  | „The Sole Regret”                       | 2:27    |
| 6.  | „Twisted Streets”                       | 3:29    |
| 7.  | „Terminal March”                        | 2:06    |
| 8.  | „Percy's Escape”                        | 1:41    |
| 9.  | „Faith of Jevel”                        | 2:37    |
| 10. | „Mine, Windbag, Mine”                   | 3:06    |
| 11. | „Slinger's Song”                        | 4:06    |
| 12. | „Build That Wall (Zia's Theme)”         | 2:45    |
| 13. | „Spike in a Rail”                       | 2:54    |
| 14. | „What's Left Undone”                    | 0:22    |
| 15. | „Brusher Patrol”                        | 4:32    |
| 16. | „The Mancer's Dilemma”                  | 2:01    |
| 17. | „Mother, I'm Here (Zulf's Theme)”       | 2:16    |
| 18. | „Pale Watchers”                         | 4:28    |
| 19. | „The Bottom Feeders”                    | 4:44    |
| 20. | „From Wharf to Wilds”                   | 1:21    |
| 21. | „Setting Sail, Coming Home (End Theme)” | 2:54    |
| 22. | „The Pantheon (Ain't Gonna Catch You)”  | 2:27    |
|     |                                         | 59:24   |

## Odbiór i sprzedaż gry
Recenzenci przyjęli grę pozytywnie, przyznając jej wysokie oceny. Chwalono ją głównie za oprawę artystyczną, jak i wprowadzenie narratora. Bob Mackey z 1UP.com nazwał ją idealnym połączeniem gry i opowieści. McKinley Noble z GamePro powiedział, że podnosi poprzeczkę w oprawie graficznej i narracji dla gier dostępnych w dystrybucji cyfrowej. Maxwell McGee z GameSpotu określił ją jako „świetnie wykonaną” i „doskonale spędzonym czasem”. Greg Miller z IGN podsumował, że Bastion jest po prostu wspaniały.
Recenzenci mieli bardziej zróżnicowane opinie na temat rozgrywki. Bob Mackey pochwalił różnorodność elementów rozgrywki i powiedział, że walka ma złudną głębię, a Bramwell odczuł, że w walce nie ma miejsca na eksperymentowanie i jest trochę rozczarowująca. Redaktor z Edge powiedział, że rozgrywka jest bardziej zachęcająca, jeśli chodzi o jej bogactwo, a nie poziom trudności. Matt Miller określił, że walka daje dużo radości, ale odczuł, że brakowało w niej głębi, prędkości albo złożoności prawdziwej gry akcji. Greg Miller podkreślił, że zróżnicowanie rozgrywki to najlepsza część gry, a Ryan Scott nazwał ją przyjemną, ale zbyt łatwą.
W 2011 roku produkcja sprzedała się w ponad pół miliona egzemplarzach. Do lutego 2013 roku produkcja sprzedała się w nakładzie ponad 1,7 miliona egzemplarzy. W czerwcu 2013 roku podczas targów E3 Greg Kasavin z Supergiant Games ujawnił, że liczba sprzedanych kopii gry osiągnęła 2 mln sztuk. Gra zajęła 9. miejsce na liście 25 najlepszych gier hack and slash według serwisu Gry-Online. Redakcja brytyjskiej edycji magazynu „PC Gamer” w 2015 roku przyznała grze 62. miejsce na liście najlepszych gier na PC.